# شهرستان ویروویتیتسا-پودراوینا
شهرستان ویروویتیتسا-پودراوینا (به لاتین: Virovitica-Podravina County) یک شهرستان در کرواسی است. شهرستان ویروویتیتسا-پودراوینا ۲٬۰۲۴ کیلومتر مربع مساحت و ۸۴٬۸۳۶ نفر جمعیت دارد.